# Camponotus turkestanicus
Camponotus turkestanicus är en myrart som beskrevs av Carlo Emery 1887. Camponotus turkestanicus ingår i släktet hästmyror, och familjen myror. Inga underarter finns listade.